# Мартин, Анхель
Анхель Мартин Гарсия (кат. Ángel Martín García; 30 октября 1971) — андоррский футболист, защитник. Выступал за национальную сборную Андорры.

## Биография

### Клубная карьера
С 1996 года по 1999 год являлся игроком клуба «Андорра» из Андорра-ла-Вельи, которая играла в низших дивизионах Испании. В 2000 году стал игроком «Констелласьо Эспортива», которая выступала в чемпионате Андорры. В предварительном раунде Кубка УЕФА Анхель провёл два матч против испанского «Райо Вальекано». По сумме двух встреч андоррцы уступили со счётом (0:16). Затем он играл за «Санта-Колому».

### Карьера в сборной
13 ноября 1996 года национальная сборная Андорры проводила свой первый международный матч против Эстонии и Исидре Кодина вызвал Анхеля в стан команды. Товарищеская встреча закончилась поражением сборной карликового государства со счётом (1:6), Мартин вышел на 67 минуте вместо Жорди Ламелас. 24 июня 1998 года сыграл в матче против Азербайджана. Встреча закончилась нулевой ничей, а команде княжества тогда впервые в истории удалось не проиграть. В квалификации на чемпионат Европы 2000 провёл 8 игр.
Всего за сборную Андорры сыграл в 18 матчах.